# Serie A 2024/25 (Frauen)
Die Serie A 2024/25 war die 58. Spielzeit der höchsten italienischen Spielklasse im Frauenfußball. Die Spielzeit startete am 30. August 2024 und endete am 11. Mai 2025.

## Veränderung gegenüber der Saison 2023/24
Durch die Aufstockung der Liga auf 12 Teilnehmer zur Saison 2025/26 entfällt in dieser Spielzeit die Relegation. Stattdessen steigt nur ein Team direkt in die Serie B ab. Außerdem muss der italienische Meister der Saison 2024/25 aufgrund des geänderten Formats und der erhöhten Teilnehmeranzahl in der UEFA Women’s Champions League 2025/26 nicht mehr in der Qualifikationsphase antreten, sondern ist direkt für die Ligaphase qualifiziert.

## Modus
In der Hauptrunde spielen alle Vereine zweimal gegeneinander. Anschließend wird die Liga in eine Meisterschafts- und eine Abstiegsrunde unterteilt.
In der Meisterschaftsrunde treffen die fünf besten Vereine der Hauptrunde erneut zweimal aufeinander. Der Klub, der diese Runde auf Platz eins abschließt, ist italienischer Meister der Saison 2024/25 und direkt für die Ligaphase der UEFA Women’s Champions League 2025/26 qualifiziert. Die zweit- und drittplatzierten Teams erhalten einen Platz in der Qualifikation zur UEFA Women’s Champions League 2025/26.
In der Abstiegsrunde spielen die fünf schlechtesten Vereine der Hauptrunde ebenfalls zweimal gegeneinander. Das Team, das diese Runde auf dem letzten Platz beendet, steigt direkt in die Serie B ab.

## Teilnehmer
Nur Lazio Rom stieg als Zweitligameister der vorherigen Saison in die Serie A auf. Pomigliano Calcio stieg auf dem 10. Tabellenplatz in die Serie B ab, während die SSD Napoli Femminile den Klassenerhalt in der Relegation sichern konnte.
- AC Florenz
- AC Mailand
- AS Rom
- FC Como Women
- Inter Mailand
- Juventus Turin
- Lazio Rom
- Sampdoria Genua
- SSD Napoli Femminile
- US Sassuolo Calcio

## Hauptrunde

### Tabelle
| Pl.             | Verein               | Sp. | S  | U | N  | Tore    | Diff. | Punkte |
| --------------- | -------------------- | --- | -- | - | -- | ------- | ----- | ------ |
| 1.              | Juventus Turin       | 18  | 14 | 3 | 1  | 051:160 | +35   | 45     |
| 2.              | Inter Mailand        | 18  | 11 | 5 | 2  | 034:140 | +20   | 38     |
| 3.              | AS Rom (M, P)        | 18  | 10 | 5 | 3  | 036:200 | +16   | 35     |
| 4.              | AC Florenz           | 18  | 8  | 4 | 6  | 024:240 | ±0    | 28     |
| 5.              | AC Mailand           | 18  | 7  | 4 | 7  | 025:280 | −3    | 25     |
| 6.              | FC Como Women        | 18  | 7  | 1 | 10 | 025:320 | −7    | 22     |
| 7.              | Lazio Rom (A)        | 18  | 5  | 5 | 8  | 029:280 | +1    | 20     |
| 8.              | US Sassuolo Calcio   | 18  | 5  | 4 | 9  | 029:340 | −5    | 19     |
| 9.              | SSD Napoli Femminile | 18  | 2  | 4 | 12 | 010:340 | −24   | 10     |
| 10.             | Sampdoria Genua      | 18  | 1  | 5 | 12 | 008:410 | −33   | 08     |
| Stand: Endstand |                      |     |    |   |    |         |       |        |

Platzierungskriterien: 1. Punkte – 2. Direkter Vergleich (Punkte, Tordifferenz, geschossene Tore) – 3. Tordifferenz – 4. geschossene Tore

Zum Ende der Hauptrunde:
Zum Ende Saison 2023/24:
- (M) Meister
- (P) Pokalsieger
- (A) Aufsteiger aus der Serie B

### Spiele
Die Kreuztabelle stellt die Ergebnisse aller Spiele der Hauptrunde dar. Die Heimmannschaft ist in der linken Spalte, die Gastmannschaft in der oberen Zeile aufgelistet.
|                      | FC Como Women | AC Florenz | Inter Mailand | Juventus Turin | AC Mailand | Lazio Rom | AS Rom | Sampdoria Genua | SSD Napoli Femminile | Sassuolo Calcio |
| -------------------- | ------------- | ---------- | ------------- | -------------- | ---------- | --------- | ------ | --------------- | -------------------- | --------------- |
| FC Como Women        |               | 2:0        | 0:1           | 1:4            | 1:0        | 1:2       | 1:3    | 1:1             | 3:0                  | 0:3             |
| AC Florenz           | 3:1           |            | 2:1           | 0:3            | 2:2        | 3:2       | 0:0    | 4:0             | 1:0                  | 1:1             |
| Inter Mailand        | 1:0           | 2:0        |               | 0:0            | 1:1        | 1:0       | 1:1    | 5:0             | 1:0                  | 3:0             |
| Juventus Turin       | 4:2           | 4:0        | 2:0           |                | 3:0        | 3:2       | 2:1    | 3:0             | 1:1                  | 2:2             |
| AC Mailand           | 0:1           | 1:2        | 1:1           | 0:6            |            | 2:1       | 3:2    | 1:0             | 6:0                  | 1:0             |
| Lazio Rom            | 1:2           | 2:0        | 4:4           | 1:2            | 2:0        |           | 2:2    | 0:0             | 0:0                  | 3:2             |
| AS Rom               | 2:1           | 1:0        | 1:2           | 3:1            | 2:1        | 2:1       |        | 4:0             | 3:1                  | 1:1             |
| Sampdoria Genua      | 1:2           | 1:3        | 0:3           | 0:2            | 2:2        | 1:1       | 1:5    |                 | 0:0                  | 0:2             |
| SSD Napoli Femminile | 4:2           | 0:0        | 1:4           | 0:3            | 0:1        | 0:4       | 1:2    | 0:1             |                      | 1:0             |
| US Sassuolo Calcio   | 2:4           | 1:3        | 1:3           | 3:6            | 2:3        | 3:1       | 1:1    | 3:0             | 2:1                  |                 |

## Meisterschaftsrunde

### Tabelle
Die folgende Tabelle beinhaltet die Punkte aus der Hauptrunde und der Meisterschaftsrunde.
| Pl.             | Verein         | Sp. | S  | U | N | Tore    | Diff. | Punkte |
| --------------- | -------------- | --- | -- | - | - | ------- | ----- | ------ |
| 1.              | Juventus Turin | 26  | 17 | 4 | 5 | 064:310 | +33   | 55     |
| 2.              | Inter Mailand  | 26  | 15 | 6 | 5 | 050:260 | +24   | 51     |
| 3.              | AS Rom (M, P)  | 26  | 13 | 6 | 7 | 049:360 | +13   | 45     |
| 4.              | AC Florenz     | 26  | 12 | 5 | 9 | 036:340 | +2    | 41     |
| 5.              | AC Mailand     | 26  | 9  | 8 | 9 | 042:460 | −4    | 35     |
| Stand: Endstand |                |     |    |   |   |         |       |        |

Platzierungskriterien: 1. Punkte – 2. Direkter Vergleich (Punkte, Tordifferenz, geschossene Tore) – 3. Tordifferenz – 4. geschossene Tore

Zum Ende der Meisterschaftsrunde:
Zum Saisonende 2023/24:
- (M) Meister
- (P) Pokalsieger

### Spiele
Die Kreuztabelle stellt die Ergebnisse aller Spiele der Meisterschaftsrunde dar. Die Heimmannschaft ist in der linken Spalte, die Gastmannschaft in der oberen Zeile aufgelistet.
|                | AC Florenz | Inter Mailand | Juventus Turin | AC Mailand | AS Rom |
| -------------- | ---------- | ------------- | -------------- | ---------- | ------ |
| AC Florenz     |            | 1:0           | 3:1            | 0:0        | 0:1    |
| Inter Mailand  | 1:3        |               | 3:2            | 3:3        | 3:0    |
| Juventus Turin | 0:2        | 0:1           |                | 2:0        | 4:3    |
| AC Mailand     | 5:3        | 1:4           | 2:2            |            | 3:1    |
| AS Rom         | 2:0        | 2:1           | 1:2            | 3:3        |        |

## Abstiegsrunde

### Tabelle
Die folgende Tabelle beinhaltet die Punkte aus der Hauptrunde und der Abstiegsrunde.
| Pl.             | Verein               | Sp. | S  | U | N  | Tore    | Diff. | Punkte |
| --------------- | -------------------- | --- | -- | - | -- | ------- | ----- | ------ |
| 6.              | Lazio Rom (A)        | 26  | 12 | 5 | 9  | 052:310 | +21   | 41     |
| 7.              | FC Como Women        | 26  | 11 | 2 | 13 | 037:450 | −8    | 35     |
| 8.              | US Sassuolo Calcio   | 26  | 10 | 4 | 12 | 045:490 | −4    | 34     |
| 9.              | SSD Napoli Femminile | 26  | 3  | 5 | 18 | 015:500 | −35   | 14     |
| 10.             | Sampdoria Genua      | 26  | 2  | 7 | 17 | 018:600 | −42   | 13     |
| Stand: Endstand |                      |     |    |   |    |         |       |        |

Platzierungskriterien: 1. Punkte – 2. Direkter Vergleich (Punkte, Tordifferenz, geschossene Tore) – 3. Tordifferenz – 4. geschossene Tore

Zum Ende der Abstiegsrunde:
Zum Saisonende 2023/24:
- (A) Aufsteiger aus der Serie B

### Spiele
Die Kreuztabelle stellt die Ergebnisse aller Spiele der Abstiegsrunde dar. Die Heimmannschaft ist in der linken Spalte, die Gastmannschaft in der oberen Zeile aufgelistet.
|                      | FC Como Women | SSD Napoli Femminile | Lazio Rom | Sampdoria Genua | Sassuolo Calcio |
| -------------------- | ------------- | -------------------- | --------- | --------------- | --------------- |
| FC Como Women        |               | 3:1                  | 0:4       | 2:2             | 3:0             |
| SSD Napoli Femminile | 0:2           |                      | 0:4       | 2:1             | 0:1             |
| Lazio Rom            | 0:2           | 2:1                  |           | 3:0             | 5:0             |
| Sampdoria Genua      | 3:0 1         | 0:0                  | 0:3       |                 | 2:5             |
| US Sassuolo Calcio   | 3:0           | 3:1                  | 0:2       | 4:2             |                 |

## Torschützenliste
- 19 Tore:  Cristiana Girelli (Juventus Turin)
- 17 Tore:  Martina Piemonte (Lazio Rom)
- 12 Tore:  Manuela Giugliano (AS Rom)
- 12 Tore:  Evelyn Ijeh (AC Mailand)
- 11 Tore:  Clarisse Le Bihan (Lazio Rom)
- 11 Tore:  Sofia Cantore (Juventus Turin)
- 11 Tore:  Nadine Nischler (FC Como Women)
- 10 Tore:  Lana Clelland (US Sassuolo Calcio)
- 10 Tore:  Tessa Wullaert (Inter Mailand)
- 10 Tore:  Gina Chmielinski (US Sassuolo Calcio)

## Meistermannschaft
(In Klammern sind die Spiele und Tore angegeben)
| Juventus Turin | |
| Juventus Turin | - Tor: Pauline Peyraud-Magnin (20/-), Lysianne Proulx (4/-), Alessia Capelletti (1/-) - Abwehr: Emma Kullberg (19/-), Martina Lenzini (16/-), Lisa Boattin (14/1), Mathilde Harviken (10/1), Estelle Cascarino (9/-), Viola Calligaris (8/-), Sara Gama (4/-), Azzurra Gallo (4/-), Cecilia Salvai (1/-) - Mittelfeld: Paulina Krumbiegel (23/3), Hanna Bennison (23/1), Eva Schatzer (20/3), Valentina Bergamaschi (19/4), Martina Rosucci (15/1), Abi Brighton (11/-), Emma Stølen Godø (6/2) - Angriff: Sofia Cantore (24/11), Cristiana Girelli (23/19), Lindsey Thomas (23/0), Amalie Vangsgaard (21/3), Chiara Beccari (20/3), Barbara Bonansea (18/5), Alisha Lehmann (16/2) - Trainer: Massimiliano Canzi |

- Arianna Caruso (13/5), Elsa Pelgander (3/-) und Asia Bragonzi (2/-) haben den Verein im Laufe der Saison verlassen.

## Auszeichnungen
Anfang Mai 2025 ehrte die FIGC die besten Spielerinnen der abgelaufenen Saison.
- Spielerin der Saison:  Cristiana Girelli (Juventus Turin)
- Nachwuchsspielerin der Saison:  Giorgia Arrigoni (AC Mailand)
- Torhüterin der Saison:  Cecilía Rán Rúnarsdóttir (Inter Mailand)
- Verteidigerin der Saison:  Ivana Andrés (Inter Mailand)
- Mittelfeldspielerin der Saison:  Gina Chmielinski (US Sassuolo Calcio)
- Stürmerin der Saison:  Sofia Cantore (Juventus Turin)

Top 11 der Saison
Cecilía Rán Rúnarsdóttir (Inter Mailand) – Ivana Andrés (Inter Mailand), Emma Kullberg (Juventus Turin), Martina Lenzini (Juventus Turin) – Lina Magull (Inter Mailand), Gina Chmielinski (US Sassuolo Calcio), Manuela Giugliano (AS Rom), Clarisse Le Bihan (Lazio Rom) – Sofia Cantore (Juventus Turin), Cristiana Girelli (Juventus Turin), Martina Piemonte (Lazio Rom)